# Goodluck Jonathan
Goodluck Ebele Jonathan (Ogbia, Bayelsa, 20 de novembro de 1957) é um zoólogo e político nigeriano que serviu como o 14.º presidente da Nigéria entre 5 de maio de 2010 e 29 de maio de 2015. Anteriormente, foi governador do estado de Bayelsa de 9 de dezembro de 2005 a 29 de maio de 2007. Jonathan é filiado ao Partido Democrático do Povo (PDP).

## Início da vida, educação e vida pessoal
Jonathan nasceu em Otueke, em Ogbia, Área de Governo Local do então estado de Rivers, agora denominado Bayelsa. É bacharel em Ciências (B.Sc) com especialização em Zoologia, M.Sc. em  Hidrobiologia/Biologia de Indústrias da Pesca, e Doutor em Zoologia (Ph.D.) pela University of Port Harcourt.

## Carreira política

### Corrida presidencial
Em Dezembro de 2006, Jonathan foi escolhido como companheiro de Umaru Yar'Adua para concorrer pelo PDP para ingresso presidencial na Eleição de abril de 2007. Em 20 de Abril de 2007, pouco antes das eleições presidenciais, um ataque militante ocorreu no Estado Bayelsa que foi descrito pela polícia como uma tentativa de assassinato contra Jonathan.

### Vice-presidência
Depois da vitória eleitoral disputada do PDP, os militantes explodiram a casa de campo de Jonathan em Otu-Eke, estado de Bayelsa em 16 de Maio, e dois policiais foram mortos no ataque. Jonathan não estava presente na ocasião.
Após tomar posse, Yar'Adua declarou publicamente seu patrimônio, e em 8 de Agosto de 2007, Jonathan também declarou. De acordo com Jonathan, em 30 de Maio de 2007, tinha um total de 295,304,420 naira em ativos.